# Arhitektura u 1551.
◄◄ | ◄ | 1548. | 1549. | 1550. | 1551.  | 1552. | 1553. | 1554. | ► | ►►
Arhitektura • Astronomija • Glazba • Kazalište • Kiparstvo • Knjige • Književnost • Kršćanstvo • Medicina • Politika • Pravo • Promet • Slikarstvo • Znanost
Arhitektura u 1551.

## Hrvatska i u Hrvata

### Zgrade i druge građevine
- dovršena hvarska Fortica

## Vanjske poveznice
|  | Zajednički poslužitelj ima još gradiva o temi Arhitektura u 1550-im |